# Harald Heinrich Dähnhardt
Harald Heinrich Dähnhardt, auch Daehnhardt (* 27. Oktober 1863 in Ahrensburg; † 21. Mai 1944 in Berlin) war ein deutscher Vizeadmiral der Kaiserlichen Marine.

## Leben
Harald Dähnhardt war ein Sohn des Senatspräsidenten am Reichsgericht in Leipzig, Heinrich Dähnhardt, und Clara, geb. Lenz, Tochter des Botanikers Harald Othmar Lenz. Sein Bruder war der spätere Germanist und Altphilologe Oskar Dähnhardt.
Harald Dähnhardt trat am 22. April 1879 in die Kaiserliche Marine ein. Anschließend war er bis 30. September 1879 zur Grundausbildung und auf die Niobe kommandiert. Vom 1. Oktober 1879 bis 5. April 1880 war er an der Marineschule und kam für einen Monat auf die Renown. Es folgten sein Einsatz auf der Friedrich Carl (Mai bis September 1880) und der Hertha (Oktober 1880 bis November 1882). Von Mitte November 1882 bis Ende Oktober 1883 war er erneut an der Marineschule. Bis Ende 1883 kam er auf die Mars, war anschließend bis April 1884 Kompanieoffizier in der II. Matrosen-Division und war bis Ende September 1884 auf der Württemberg.
Am 22. März 1886 zum Leutnant zur See befördert, war er 1888 auf der Albatross, später auf der Hyäne und 1891 in der II. Matrosendivision. Am 14. April 1893 wurde er zum Kapitänleutnant befördert. Von 1895 bis 1899 war er das erste Mal in das Reichsmarineamt kommandiert. Von April 1899 bis November 1899 war er Kommandant des Kleinen Kreuzers Blitz. Anschließend war er erneut in das Reichsmarineamt kommandiert. Von Mai 1900 bis Oktober 1901 war er als Korvettenkapitän (Beförderung am 9. April 1900) Kommandant des neu in Dienst gestellten Kanonenboots Luchs, wobei unter seinem Kommando der Einsatz des Schiffes beim Boxeraufstand folgte.
Ab Januar 1904 war er als Nachfolger von Eduard von Capelle Vorstand der Etatsabteilung im Reichsmarineamt. Am 1. April 1904 wurde er Fregattenkapitän und am 21. März 1905 Kapitän zur See. In dieser Position wurde er am 19. November 1910 zum Konteradmiral (Patent vom 19. November 1911) befördert und wurde Ende März 1914 mit der Beförderung zum Vizeadmiral Direktor des neuen Etatsdepartement im Reichsmarineamt, welches die Etatsabteilung zugewiesen bekommen hatte. Bis Mitte Januar 1916 blieb er dort Direktor und war in dieser Position auch stellvertretender Bevollmächtigter zum Bundesrat für das Königreich Preußen. Anschließend wurde er aus der Marine verabschiedet.
Harald Dähnhardt war mit Olga, geb. Nieport, verheiratet. Ihr Sohn war der spätere Journalist und Dozent Heinz Dähnhardt.
Er kann zur sogenannten „Torpedobande“ (engl. „Torpedo Gang“) um Alfred Tirpitz gezählt werden, welche ab 1877 das Torpedowesen der Kaiserlichen Marine maßgeblich beeinflusste und taktisch lenkte.